# Leimuiden
Leimuiden è una località del comune di Kaag en Braassem. nella provincia olandese dell'Olanda Meridionale.
Leimuiden è collocata sulla strada provinciale N207 a nord del comune di Alphen aan den Rijn.